# Acanthophlebia
Acanthophlebia is een geslacht van haften (Ephemeroptera) uit de familie Leptophlebiidae.

## Soorten
Het geslacht Acanthophlebia omvat de volgende soorten:
- Acanthophlebia cruentata